# Richard Martinez
Richard Andrew Martinez (Highland, Nueva York, Estados Unidos, 2 de abril de 1988) es un exfutbolista puertorriqueño-estadounidense que jugaba de defensa y su último equipo fue el Puerto Rico Islanders de Puerto Rico.

## Trayectoria

### Juventud y universidad
Martínez asistió a Our Lady of Lourdes High School, a quien ayudó a un par de campeonatos de liga y un campeonato seccional, y para quien marcó 42 goles y tuvo 26 asistencias. Fue una selección de cuatro veces en todas las conferencias, tres veces erudito-atleta. Fue miembro del Programa de Desarrollo Olímpico de su región entre 2000 y 2005, ganó un campeonato de la copa estatal en 2002 y jugó en el equipo ODP de la Super-Y League en 2003 y 2005, antes de jugar fútbol universitario en Universidad de Hofstra de 2006 a 2009.
En Hofstra, Martínez fue honrado por Colonial Athletic Association con una selección para el Equipo All-Rookies en 2006, el Segundo Equipo CAA en 2007, el Primer Equipo CAA y el Equipo NSCAA-All Southeast Region en 2008. En 2009 , fue nombrado Defensor del Año de la CAA, además de otra aparición en el Primer Equipo de la CAA.
Martínez también jugó tres años en USL Premier Development League, de 2007 a 2008 para Westchester Flames, también pasó 2008 con San Jose Frogs y en 2009 para Long Island Jinetes ásperos.

### Profesional
El 17 de febrero de 2010, Martínez firmó con Puerto Rico Islanders. Hizo su debut profesional el 16 de abril de 2010, en un juego 2010 CFU Club Championship contra Haití un lado Racing des Gonaïves, e hizo su debut en la liga el 21 de abril de 2010 en una victoria por 3-1 sobre NSC Minnesota Stars.
Marcó su primer gol profesional en una victoria por 2-0 sobre Crystal Palace Baltimore. en Bayamón, Puerto Rico. Además, registró su primera asistencia en el partido de ida de los playoffs USSF D-2 de 2010 en una victoria por 2-0 sobre el primer sembrado Rochester Rhinos. Durante su temporada de novato en 2010, Martínez jugó en 55 de 59 juegos en los Campeonatos de la Copa del Caribe, la Liga D-2 de la USSF, la Liga de Campeones de Concacaf y la SuperCopa de DirecTV, además de ayudar a los isleños a ganar su primer campeonato de liga en la historia de club.

## Selección nacional

### Puerto Rico
Martínez fue convocado en enero de 2008 para unirse al equipo nacional de fútbol de Puerto Rico en el microciclo de entrenamiento para la clasificación de la Copa Mundial de la FIFA 2010. Jugaría en la victoria 2-0 contra  Bermudas, que sería la primera victoria de Puerto Rico en más de 14 años. Jugaría en 4 juegos más durante ese año, incluido el empate 2-2 contra Honduras. En 2010, ayudó a Puerto Rico a vencer 3-1 a Anguila en la primera ronda de la Copa Digicel 2010.

## Clubes
| Club                     | País           | Año         | PJ  | Goles |
| ------------------------ | -------------- | ----------- | --- | ----- |
| Westchester Flames       | Estados Unidos | 2007 - 2008 | 24  | 0     |
| San Jose Frogs           | Estados Unidos | 2008        | 3   | 0     |
| Long Island Rough Riders | Estados Unidos | 2009        | 16  | 0     |
| Puerto Rico Islanders    | Puerto Rico    | 2010 - 2012 | 76  | 2     |
| Total                    | Total          | Total       | 116 | 2     |

## Palmarés

### Campeonatos nacionales
| Título                     | Club                  | País        | Año  |
| -------------------------- | --------------------- | ----------- | ---- |
| USSF Division 2 Pro League | Puerto Rico Islanders | Puerto Rico | 2010 |

## Vida personal
Martínez es el menor de tres hijos nacidos de Edward y Annette Martínez. Tiene una hermana mayor llamada Erika y un hermano mayor llamado Daniel.